# اياميل كابيو
اياميل كابيو (بالفرنسية: Iamel Kabeu)‏ (7 سبتمبر 1982 بكاليدونيا الجديدة في فرنسا - ) هو لاعب كرة قدم فرنسي في مركز الهجوم. شارك مع منتخب كاليدونيا الجديدة لكرة القدم. أما مع النوادي، فقد لعب مع JS Baco ‏ وA.S. Manu-Ura ‏.

## وصلات خارجية
- اياميل كابيو على موقع الاتحاد الدولي (مؤرشف)  (الإنجليزية)
- اياميل كابيو على موقع قاعدة بيانات كرة القدم.إي يو (الإنجليزية)
- اياميل كابيو على موقع ناشيونال فوتبول تيمز (الإنجليزية)